# Ermengol Passola
Ermengol Passola i Badia, né à Barcelone en 1925 et mort le 1er janvier 2009 dans cette même ville, est un promoteur culturel catalan.

## Biographie
Ermengol Passola est né à Barcelone près du Palais de la Generalitat de Catalogne. Vivre de si près les événements politiques des années 1930, comme il le raconte lui-même, a marqué pour toujours son sentiment nationaliste catalan.
Il a dédié sa vie à la Catalogne. Il participe à la création d'une des premières initiatives de la résistance culturelle de la Catalogne de l'après-guerre, le Concours paroissial de poésie de Cantonigròs. C'était un entrepreneur et promoteur important de La Nova Cançó parmi d'autres (les producteurs de disques Edigsa et Concèntric, et la librairie Ona entre autres). En 1980 il crée l'association "Amics de Joan Ballester" et en 2001 Catalònia Acord.
En 1984, la Croix de Saint-Georges de la Généralité de Catalogne lui est octroyée, puis en 1987 le Ve Prix Jaume I de la Fundació Jaume I (actuellement Fondation Lluís Carulla) lui est remis. En 2003 il reçoit le Mémorial Lluís Companys de la Fondation Josep Irla et en 2008 il a reçu un hommage à l'Ateneu Barcelonès,, pour son engagement en faveur de la Catalogne. 
Le 1er janvier 2009, il meurt des suites d'une longue maladie.